# 哈特 (北達科他州)
哈特（英語：Hart）是位於美國北達科他州鮑曼縣的一個未組織地區。

## 地方資料
哈特的面積為92.94平方千米，當中陸地面積為92.84平方千米，而水域面積為0.10平方千米。根據2010年美國人口普查的數據，當地共有人口25人，而人口密度為每平方千米0.27人。